# Taghmert
Der Taghmert (auch Taghmeurt) ist ein 1637 m hoher Berg im Hochgebirge Aïr in Niger.

## Geographie
Der Taghmert liegt im Osten des Aïr. Er gehört zum Departement Iférouane und ist Teil des UNESCO-Welterbes Naturreservat Aïr und Ténéré. Der Berg befindet sich am 19. nördlichen Breitengrad. Östlich des Taghmert erhebt sich der Berg Imaghlane, südwestlich das Gebirgsmassiv Takolokouzet. Zwischen Taghmert und Takolokouzet verläuft das Trockental Zagado, das die aus den Tälern der umliegenden Berge kommenden Gewässer aufnimmt.
Der Taghmert bildet eine annähernd kreisförmige Intrusion aus peralkalinem Granit. Er weist einen Durchmesser von 25 Kilometern auf und durchbricht den großen Ring-Dyke Meugueur-Meugueur.
In den Trockentälern im Hochland des Taghmert gibt eine spärliche, auf Felsen gedeihende Vegetation. Typische Hölzer sind Acacia ehrenbergiana, Acacia laeta, Rhus tripartita und Ficus salificolia, typische Kräuter Solenostemma oleifolium, Lavandula stricta und Eremopogon foveolautus. Am Taghmert wurden die Vogelarten Wüstengimpel (Bucanetes githagineus), Kalaharizistensänger (Cisticola aridulus), Dotterweber (Ploceus vitellinus) und Wiedehopf (Upupa epops) beobachtet. Etwa sechs Kilometer nördlich des Bergs wurde die Schlangenart Avicennaviper (Cerastes vipera) gesichtet.